# Park Narodowy Samoa Amerykańskiego
Park Narodowy Samoa Amerykańskiego (ang. National Park of American Samoa) – park narodowy obejmujący trzy wyspy Samoa Amerykańskie – Tutuila, Ofu-Olosega i Ta‘ū. W parku znajduje się wiele raf koralowych i lasów deszczowych. Założony został 31 października 1988 roku.
Powierzchnia parku wynosi 4250 ha, z czego 1030 ha stanowią wody. 
Jest to jedyny park narodowy Stanów Zjednoczonych leżący na południowej półkuli.